# Buckupiella imperatriz
Buckupiella imperatriz är en spindelart som beskrevs av Antonio D. Brescovit 1997. Buckupiella imperatriz ingår i släktet Buckupiella och familjen spökspindlar. Inga underarter finns listade.